# 阿尔萨斯号战列舰
阿尔萨斯号战列舰为德意志帝国海军所建造的五艘不伦瑞克级前无畏战列舰的二号舰，于1901年5月开始进行龙骨架设、1903年5月下水，至1904年11月投运，但在海试期间发生事故使其推迟至1905年5月才竣工。它得名于当时的德意志帝国领地阿尔萨斯，即今法国阿尔萨斯地区。其姊妹舰还包括有不伦瑞克号、黑森号、普鲁士号和洛林号。该舰装备有四门280毫米40倍径速射炮，最高速度为18節（33每小時）。如同世纪之交建造的所有其他前无畏舰一样，随着英国革命性的无畏号于1906年下水，阿尔萨斯号很快便被淘汰；结果，它作为前线战列舰的运用生涯遭到缩短。
该舰入役后即被编入活动舰队（即公海舰队的前身）的第二战列分舰队。在此期间，它每年都要进行广泛的例行训练，并对外国展开友好访问。由于被新的无畏战列舰超越，阿尔萨斯号于1913年退役，但仅一年后便随着第一次世界大战的爆发而重新启用，并被分配至第六战列分舰队。该舰曾在波罗的海与俄国海军作战。1915年8月，它参与了里加湾海战，期间曾与俄国战列舰光荣号交火。至1916年，迫于兵员短缺和来自英国潜艇的威胁，阿尔萨斯号被搁入预备役，并在战争的剩余时间里一直担任训练舰。
战争结束后，阿尔萨斯号根据《凡尔赛条约》的条款获得保留，并于1923年至1924年进行了现代化改造。它继而跟随经过重组的魏玛国家海军服役至1930年，如同其运用生涯的早期一样从事训练行动和出访外国港口。1930年，该舰再次被列入预备役，第二年则正式从海军序列中除籍。此后，阿尔萨斯号还曾在威廉港短暂充当废船。这艘过时的战列舰最终于1935年被售予北德劳埃德，至翌年拆解报废。

## 设计

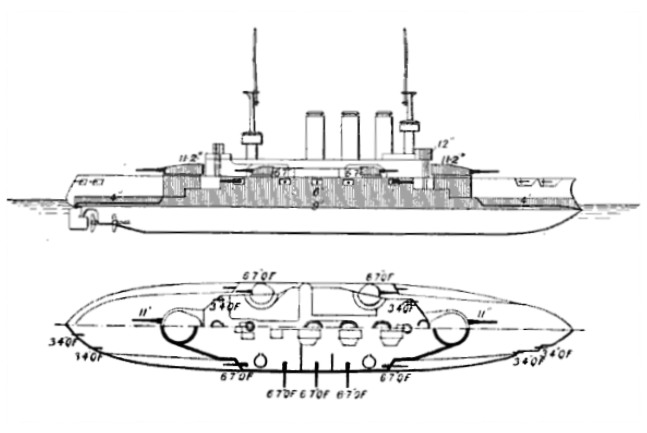
不伦瑞克级舰只线条画

1900年，由海军中将阿爾弗雷德·馮·鐵必制主导的第二部《舰队法》获得帝国议会通过，德意志帝国海军从而获得拨款用于建造建造一个全新的战列舰船级，以接替在1898年第一部《舰队法》中批准的维特尔斯巴赫级战列舰。此时，帝国海军的舰炮供应商克虏伯已经开发出口径达280毫米的速射炮；而此前采用该技术的最大口径炮仅为装备在维特尔斯巴赫级舰上的240毫米炮。海军办公室的设计部门为新战列舰采纳了280毫米炮，同时副炮口径也从150毫米增加至170毫米，原因是随着鱼雷的发展日益高效，鱼雷艇的威胁也越来越大。
尽管不伦瑞克级标志着德国早期战列舰的显著改进，但其设计依然在20世纪初的技术快速发展中成为牺牲品。1906年12月，即阿尔萨斯号交付一年后，配备十门12英寸（300）炮的英国战列舰无畏号入役，无畏舰的革命性设计使得当时德意志帝国海军的所有主力舰都沦为过时，其中便包括阿尔萨斯号。
阿尔萨斯号的水线长度和全长分别为126米和127.7米，有22.2的舷宽和8.1米的前吃水。其标准排水量为13208吨，满载排水量可达14394吨。标准船员编制则为35名军官及708名水兵。舰只配备了三台三缸立式三胀蒸汽机来驱动三副螺旋桨。蒸汽由八台海军式和六台筒形锅炉供应，全为燃煤式。阿尔萨斯号的动力装置额定功率为12,000千瓦特（16,315匹公制馬力），最高速度达18節（33每小時）。它可以10節（19每小時）的巡航速度行驶5,200海里（9,600）。[
阿尔萨斯号的主炮为四门280毫米40倍径速射炮，它们安装在分居中央舰艛前后两端的两座双联装炮塔内。副炮则包括十四门170毫米40倍径速射炮和十八门88毫米45倍径速射炮。武器套件中还有六具450毫米鱼雷发射管，其中艏、艉两端各一具，两边舷侧各两具，均置于船体的水下部分。阿尔萨斯号受到克虏伯生产的渗碳装甲保护。其装甲带的厚度从110毫米至250毫米不等；舰舯堡垒部分有较厚的装甲，以保护弹药舱及轮机舱，而船体两端则覆以较薄的板材。它的甲板厚度为40毫米，主炮炮塔的装甲则有250毫米厚。

## 服役历史
不伦瑞克号于1901年5月26日在但泽的希肖船厂开始铺设龙骨，工程编号为97。作为同级的二号舰，它是以合同代号“J”作为新增编入舰队的成员进行订购。阿尔萨斯号于1903年5月26日下水，时任舰只命名领地总督的霍恩洛厄-朗根堡的赫爾曼出席了下水仪式。该舰于1904年10月26日由船厂船员移送基尔进行舾装。它于1904年11月29日交付舰队使用，继而展开海试。但海试于12月15日中断——当时舰舵发生断裂，不得不返航维修，维修工作一直持续到1905年2月。阿尔萨斯号随即重返海试，至5月完成。之后，它加入活动舰队的第二战列分舰队，以替代老旧的岸防舰伏里施乔夫号。其首任舰长为海军上校胡戈·冯·波尔，他一直担任此职到1905年9月。
在接下来的几年里，阿尔萨斯号及舰队余部都在从事和平时期的训练方案，包括4月和5月的分舰队和舰队训练，6月和7月的大规模舰队巡航，然后是8月和9月由整个舰队参加的年度秋季演习。全年通常会以一次冬季训练巡航作为终结。对阿尔萨斯号而言，其的运用生涯始于1905年5月在北海和波罗的海执行的分舰队训练，随后是7月和8月的夏季巡航。8月，在年度舰队演习之前，英国的海峡舰队在斯维内明德访问了活动舰队。海军中尉古斯塔夫·巴赫曼于9月接掌了阿尔萨斯号的指挥权。1906年也遵循相同的模式，以12月在北海的舰队训练作为终结，然后返回基尔。1907年上半年，在北海的进一步演习占据了舰队的大部分时间，随后是前往挪威的夏季巡航，以及8月和9月的年度秋季演习。巴赫曼的舰长一职于1907年10月被海军上校赖因哈德·舍尔取代。这年的冬季巡航则去往波罗的海。

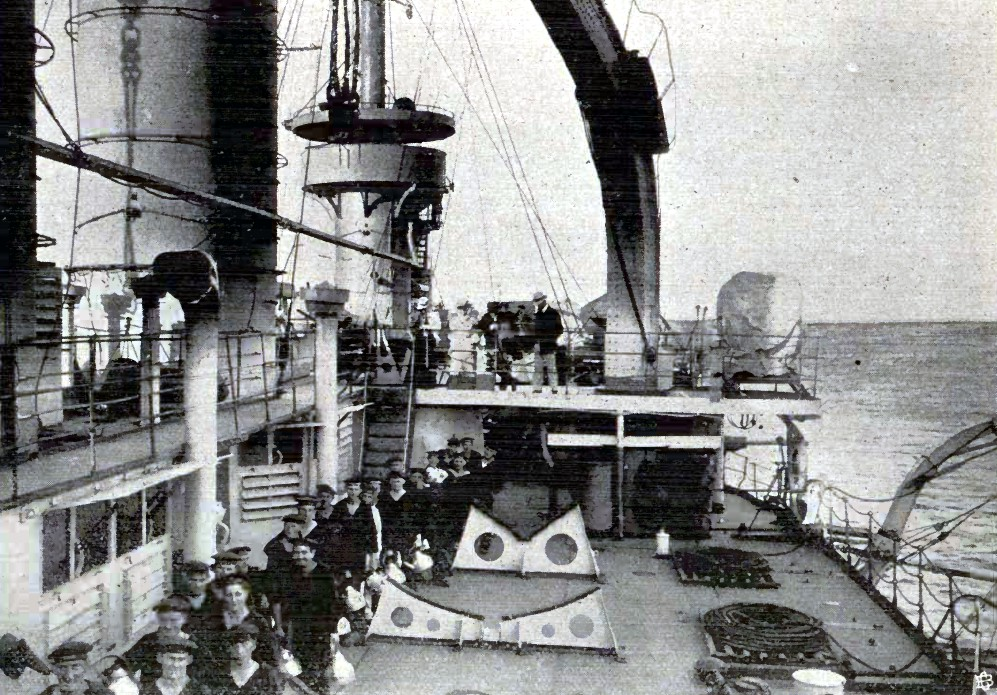
舰只在特拉沃明德对开派发茶点（1908年）

1908年4月28日，阿尔萨斯号发生了一起重大事故：一枚炮弹发生爆炸，造成3人死亡、6人受伤。在1908年和1909年，已更名为公海舰队的舰队都进行了驶入大西洋的大规模巡航。第一次于1908年7月13日启动，阿尔萨斯号从7月23日至8月1日在拉斯帕尔马斯停留，然后于8月13日返回德国参加秋季演习。1909年的巡航则从7月7日开始，并持续至8月1日，期间曾于7月18－25日期间到访西班牙的费罗尔。9月，海军上校胡贝特·冯·雷布埃尔-帕施维茨接替舍尔担任舰长。1910年遵循了与前几年相同的单舰、分舰队和舰队的训练模式。在1910年和1911年的夏季巡航中，公海舰队都去了挪威海域；而这两年同样也有在波罗的海西部展开冬季巡航。1910年12月14日，阿尔萨斯号在进行单舰训练时与施瓦本号战列舰相撞，但双方均未受到严重破坏。海军上校卡尔·绍曼于1911年9月接过该舰的指挥权，但他仅担任了一个月的舰长，便于10月被胡戈·朗格马克上校取代。阿尔萨斯号于10月3日被调往第一战列分舰队，与西里西亚号战列舰互换位置。
在1912年3月举行的舰队训练期间，阿尔萨斯号在斯卡格拉克海峡的西入口因大雾而不慎与瑞典轮船波鲁克斯号发生碰撞。波鲁克斯号在事故中严重受损并沉没，但阿尔萨斯号能够救起其船员。4月，作为在法罗群岛附近举行的演示活动的一部分，阿尔萨斯号在与大巡洋舰布吕歇尔号进行射术训练时充当靶舰。当月29日，新入役的无畏舰奥尔登堡号取代了阿尔萨斯号在第一分舰队的位置，而后者的船员也有所裁减。8月24日，阿尔萨斯号再次获得了满员补充，并获准跟随新成立的第三战列分舰队一同参加年度演习。在此期间，它还接受了海军上校莱贝雷希特·马斯的临时指挥。演习结束后，分舰队解散，而阿尔萨斯号于9月29日再度进行裁员。它于12月1日重返现役，连同其姊妹舰不伦瑞克号和新的无畏舰皇帝号被编入第三分舰队的第四支队。这些舰只于1913年初开始进行单舰训练，随后又于1月下旬在波罗的海参加支队训练。舰队训练则是3月初在北海举行。阿尔萨斯号于3月17日被派往基尔开始筹备退役，因为它在支队中的位置已由新战列舰皇后号所取代。5月13日，阿尔萨斯号退役并编入波罗的海的预备役支队。自10月15日起，它被分配至波罗的海海军基地。

### 第一次世界大战

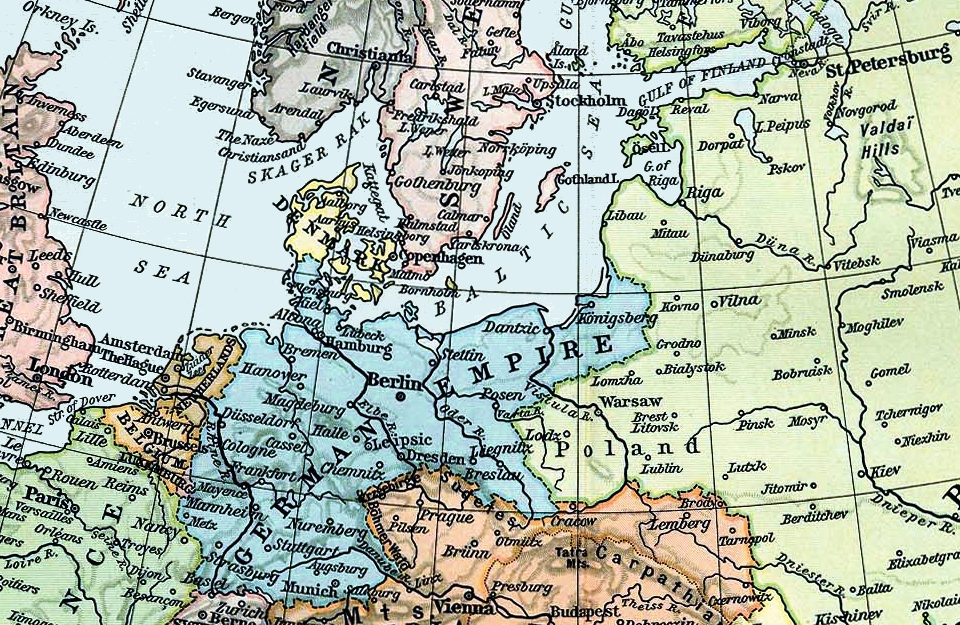
1911年的北海及波罗的海地图

1914年7月28日，德国的盟友奥匈帝国向塞尔维亚宣战，第一次世界大战就此爆发。三天后，随着欧洲列强纷纷卷入战争，阿尔萨斯号得以重新投入使用，编入第四战列分舰队。该分舰队还包括其姊妹舰不伦瑞克号以及五艘维特尔斯巴赫级战列舰，均受海军中将埃哈德·施密特指挥。阿尔萨斯号首先进行单独训练，然后是一直持续至9月初的分舰队训练。训练演习曾于8月26日中断，当时分舰队受命携同大巡洋舰罗恩号、阿达尔贝特亲王号以及小巡洋舰瞪羚号一起，前往营救在波罗的海东部奧斯穆斯島附近搁浅的小巡洋舰马格德堡号。然而，至8月28日，在救援部队到达之前，舰上的船员便已被迫装药凿沉了马格德堡号。结果，阿尔萨斯号及分舰队余部只得在当天折返博恩霍姆島。
自9月2日开始，第四分舰队在布吕歇尔号的协助下对波罗的海展开扫荡。这次行动一直持续至9月9日，但未能使俄国海军部队投入战斗。从9月11日至20日，阿尔萨斯号及其支队余部被转移至易北河河口，为当地抵御英军可能发动的袭击提供协防。第四分舰队舰只于当月下旬再被转移回波罗的海。德国陆军要求海军进行佯动，以使俄国人将他们的兵力留存在波罗的海沿岸，而不是重新部署至加利西亚。为此，第五战列分舰队的老式战列舰被派往但泽接载地面部队，而阿尔萨斯号和第四分舰队则提前启航。然而，在收到英国潜艇出没于波罗的海的报告后，是次行动被提前取消。两个分舰队在博恩霍姆岛会合，其后再继续前往基尔，于9月26日抵达。
阿尔萨斯号于12月5日至1915年3月1日返回易北河，期间从2月24日至28日进行定期维修。在易北河口担任警戒舰的任期结束后，它于3月1日至9日被临时派驻威廉港外围的希利希泊地。从4月2日起，阿尔萨斯号开始在波罗的海进行训练，随后于4月26日至5月6日期间在基尔的帝国船厂经历另一项维修周期。它于5月27日回到易北河担任海岸防御。1915年7月4日，当布雷巡洋舰信天翁号在波罗的海战损后，第四分舰队的舰只遂被调往该地区增援德国海军。此外，陆军还要求海军对在库尔兰作战的尼曼集团军提供支援。7月7－11日和18－19日，德国巡洋舰在第四分舰队的掩护下对波罗的海沿岸进行了扫荡，但期间并未与俄国部队交战。在后一次行动中，阿尔萨斯号还曾与鱼雷艇G-175号相撞，但仅造成了轻微的损伤。
1915年8月，公海舰队试图肃清控制里加湾的俄国海军，以协助德军向里加推进。第四分舰队与由八艘拿骚级和黑尔戈兰级战列舰组成的第一战列分舰队一同，外加三艘大巡洋舰和一些小型舰艇，组成了一支特遣部队。特遣队由海军中将弗朗茲·馮·希佩爾率领，但作战指挥权仍交予施密特。8月8日清晨，德国人开始向海湾进军；阿尔萨斯号和不伦瑞克号的任务是与俄国前无畏舰光荣号交战，以阻止它扰乱德国扫雷艇的行动。两舰在远距离向光荣号和炮舰勇敢号开火，但无果而终。当明确了扫雷艇无法在夜幕降临之前清除雷区时，施密特便叫停了行动。第二次尝试于8月16日进行；这一次，阿尔萨斯号留在了湾区外围，与光荣号交战的任务则交予无畏舰拿骚号及波森号。至8月19日，俄国雷区已被清除完毕，区舰队进入了海湾。但协约国潜艇在该地区出没的报告则促使德国人于翌日上午终止了是次行动。
行动结束后，阿尔萨斯号被留在了利鲍，而第四分舰队则于12月18日解散。在利鲍期间，阿尔萨斯号曾于1916年1月至3月临时担任波罗的海侦察部队总司令、海军中将弗里德里希·舒尔茨的指挥舰。随后，已在基尔完成指挥舰改造的不伦瑞克号抵达，接替了阿尔萨斯号的职能。兵员短缺迫使海军削减了这两艘舰的船员编制，以至于他们只能够在港湾提供局部防御。7月10日，阿尔萨斯号被送回基尔，其船员则于四天后被转移至姊妹舰洛林号。阿尔萨斯号进入基尔的船坞进行维修，然后于7月25日作为一艘静态训练舰返回现役，编入海军第一监察局。它一直驻扎在基尔直至1918年6月20日退役。随后，该舰进行了大修，并于10月重返训练任务，但德国在次月便已投降。

### 战后役期

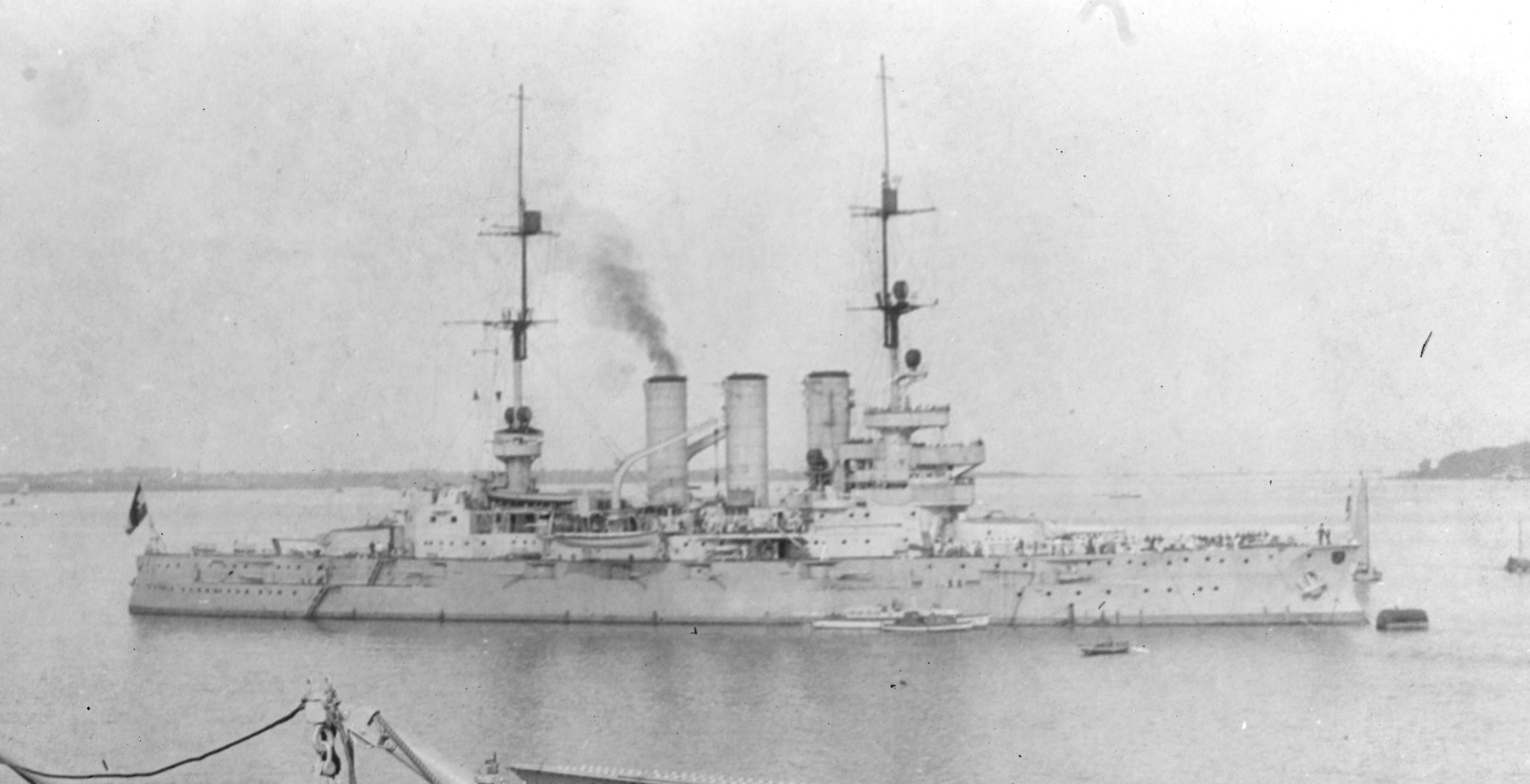
阿尔萨斯号于1926年在基尔

结束战争的《凡尔赛条约》明确规定，德国可以保留六艘“德国或洛林式”战列舰。阿尔萨斯号被选中继续为经过重组的魏玛国家海军担任训练舰。1923年，这艘老旧的战列舰接受了一次大修；它停泊在威廉港帝国船厂的旱坞内，进行司令塔的重建。工程于翌年完成。1924年2月15日，阿尔萨斯号携部分船员重新入役，被分配至驻威廉港的北海海军基地战列支舰队，后于4月1日完成船员的满额整编。7月，它随舰队余部参加了驶入大西洋的大规模巡航，其中包括7月6日至13日在西班牙的維戈作停留。1925年，阿尔萨斯号与战列舰汉诺威号于6月19日至24日造访了挪威的奥斯陆，随后阿尔萨斯号单独前往奥达，并于6月26日至30日在当地停留。
10月1日，阿尔萨斯号被转移至波罗的海海军部队（Seestreitkräfte der Ostsee）。舰队于1926年5月和6月在大西洋和地中海展开了另一次大规模巡航；行程期间，阿尔萨斯号到访了多个西班牙港口，其中包括马翁、巴塞罗那和维戈。下一次巡航于翌年的4月和5月进行，舰队分别在西班牙的比拉加尔西亚、马德拉岛的圣维森特、加那利群岛的圣克鲁斯-德特内里费和圣克鲁斯-德拉帕尔马、亚速尔群岛的奥尔塔和蓬塔德爾加達以及葡萄牙的里斯本作停留。1928年，阿尔萨斯号于7月出访挪威的于爾維克和卑尔根，9月则来到丹麦的斯卡恩。由于1928－1929年的冬季尤为寒冷，阿尔萨斯号及另一艘战列舰石勒苏益格-荷尔斯泰因号都被迫充当破冰船使用；两舰共帮助65艘商船从厚冰中解困。1929年3月，阿尔萨斯号还在丹麦的盖瑟附近执行破冰任务。
1929年4月，舰队又进行了一次大西洋巡航，期间阿尔萨斯号分别到访了西班牙的比拉加尔西亚和卡拉米尼亚尔镇。那年秋季，该舰还出访了瑞典的卡尔斯克鲁纳。阿尔萨斯号于1930年2月25日退出现役。它于1931年3月31日正式从海军序列中除籍，继而在威廉港充当废船使用直至1935年10月31日——当时国家海军将其售予了北德劳埃德的技术工厂。阿尔萨斯号最终于1936年拆解报废。